# High Standard Manufacturing Company
High Standard Manufacturing Company – amerykańskie przedsiębiorstwo produkujące i handlujące bronią strzelecką.
High Standard została założona w 1928 roku w Hamden w stanie Connecticut. Jej pierwszymi wyrobami były obrabiarki przeznaczone do wytwarzania broni. W 1932 roku High Standard przejęła zakłady Hartford Arms and Equipment Company produkujące pistolety małokalibrowy. W tym samym roku pojawiły się pierwsze pistolety sprzedawane pod marka High Standard: Model A i Model B. W 1942 roku na liniach produkcyjnych zastąpił je Model HD produkowany dla Office of Strategic Services i używany przez nie jako broń dla tajnych agentów działających za liniami wroga. W czasie II wojny światowej w zakładach High Standard produkowano także wkm-y Browning M2. Po wojnie firma High Standard produkowała nadal pistolety kalibru .22 Long Rifle. Były to modele Supermatic, Field King, Sport King i Military Trophy.
W 1968 roku właścicielem High Standard została grupa kapitałowa Leisure Group. W tym samym roku na skutek zaostrzenia prawa do posiadania broni  USA firma zanotowała spadek sprzedaży. W następnych latach firma przeszła kilka reorganizacji. Sprzedano siedzibę firmy w Hamden i mieszczące się tam muzeum broni, a produkcję przeniesiono w 1976 do nowej fabryki w East Hartford. W 1978 roku grupa inwestorów z ówczesnym dyrektorem Clemem Confessorem odkupiła firmę od Leisure Group. Pomimo zmiany właściciela w 1982 roku nastąpił kolejny spadek obrotów i w rezultacie w 1984 roku firma zbankrutowała. Jej majątek (zapasy magazynowe, dokumentacja produkcyjna, prawa do marki) został następnie sprzedany na publicznej licytacji.
W 1993 roku firma Crusader Gun Company właściciel praw do marki High Standard reaktywował ją w Houston w stanie Teksas. Produkcję wznowiono w 1994 roku. Od tamtej pory przedsiębiorstwo wprowadza na rynek kolejne wzory broni. Są to zarówno pistolety produkowane przed 1982 rokiem (np. Supermatic) jak i nowe modele. Rozszerzono także ofertę rozpoczynając produkcję pistoletu High Standard M1911 (klon pistoletu M1911) i karabiny HSA15 (klon M16).